# Hylaea punctillaria
Hylaea punctillaria är en fjärilsart som beskrevs av William Schaus 1901. Hylaea punctillaria ingår i släktet Hylaea och familjen mätare. Inga underarter finns listade i Catalogue of Life.